# Borne milliaire de Vichy
La borne milliaire de Vichy  est une borne milliaire gallo-romaine, découverte en 1880 à Vichy (Allier) où elle est exposée depuis. Elle marquait la distance avec Clermont-Ferrand (Civitas Arvernorum) sur la route entre Autun et la capitale auvergnate. Elle se trouve actuellement dans le hall des thermes des Dômes.

## Description
La borne est une pierre en arkose de 2,35 m de haut, dont 1,78 m sont visibles, sur 0,65 m de diamètre.
Sur l'un de ses côtés, la borne comporte un plateau vertical avec une inscription, indiquant qu'elle est plantée en l'honneur de l'empereur Philippe l'Arabe et de son fils et indique une distance de 21 lieues à partir de Clermont-Ferrand (Civitas Arvernorum), soit environ 50 km (c'est donc une borne leugaire, et non une borne milliaire comme on l'appelle communément)
Texte de l'inscription (abréviations en latin)

« IMP D N

M PHILIPPO AUG

E M IUL PHILIPPO

NOBILISSIMO

CAESARI CIVI

TAS ARVERN

L XXI »

En complétant les abréviations, on obtient le texte latin : « Imp(eratori) d(omino) n(ostro) M(arco) Philippo Aug(usto) et Marco Iul(io) Philippo nobilissimo Caesari civitas Arvern(orum) l(eugas) XXI », dont la traduction est : 
« Notre maître l'empereur Marcus Philippe Auguste et Marcus Julius Philippe, très noble César. Civitas Arvernorum, 21 lieues». La première partie de l'inscription indique que la borne  a été dressée au nom de l'empereur Philippe l'Arabe et de son fils Philippe II ; la fin indique la distance depuis la borne jusqu'à Clermont-Ferrand, la Cité des Arvernes (Civitas Arvernorum), soit 21 lieues gauloises.

## Localisation
La borne est située dans le quartier thermal de Vichy, dans le grand hall du centre thermal des Dômes.

## Historique
La borne est érigée vers 248-249, sous le règne de l'empereur Philippe l'Arabe ; Vichy appartient alors à la cité des Arvernes, qui à cette époque fait partie de la Gallia Aquitania. L'ancienne voie romaine de Clermont à Autun passe en pleine ville par l'actuelle avenue Victoria.
La borne est trouvée en 1880 dans l'angle nord-est du mur d'enceinte de l'ancien cimetière du Vieux-Moûtier à Vichy (probablement vers 46° 07′ 41″ N, 3° 25′ 09″ E), posée horizontalement, le côté non gravé à l'extérieur. Elle est déplacée non loin de là, dans le hall du centre thermal des Dômes. Elle est classée au titre des monuments historiques en 1916,.